# Ondavka
Ondavka és un poble i municipi d'Eslovàquia. Es troba a la regió de Prešov, al nord del país. La primera referència escrita de la vila data del 1618.

## Demografia
| Godina             | 1994 | 2004    | 2014    | 2024    |
| ------------------ | ---- | ------- | ------- | ------- |
| Nombre de persones | 42   | 33      | 18      | 10      |
| Diferència         |      | −21,42% | −45,45% | −44,44% |

| Godina             | 2023 | 2024   |
| ------------------ | ---- | ------ |
| Nombre de persones | 11   | 10     |
| Diferència         |      | −9,09% |